# بومباياه
بومباياه (بالكورية: 붐바 야؛ بالرومنة كورية: Boombayah) هي الأغنية الأولى لفرقة الفتيات الكورية الجنوبية بلاكبينك. تم إصدارها في 8 أغسطس 2016 بواسطة واي جي إنترتينمنت إلى جانب أغنية «صافرة» كألبوم رقمي فردي بعنوان سكوير ون. أغنية بومباياه تصدرت قائمة بيلبورد للأغاني الرقمية العالمية في الأسبوع الأول من المبيعات.

## الخلفية والإصدار
تم إصدار أغنية «بومباياه» في 8 أغسطس 2016 الساعة 8 مساءاً بتوقيت كوريا الجنوبية. كألبوم منفرد رقمي بعنوان سكوير ون، إلى جانب أغنية «صافرة»، من خلال عدة مواقع موسيقية 
رقمية مختلفة في كوريا الجنوبية.

## الفيديو كليب
الفيديو كليب لـ«بومباياه» أخرجه سيو هيون سيونج، وتم إصداره على قناة بلاكبينك الرسمية على موقع يوتيوب في 8 أغسطس 2016.
في 31 يناير 2017، حقق الفيديو كليب لـ«بومباياه» 100 مليون مشاهدة على يوتيوب، مما جعل بلاكينك خامس فرقة فتيات كيبوب تصل إلى 100 مليون مشاهدة، بالإضافة إلى أسرع فيديو كليب كوري يصل إلى هذا الرقم. واعتباراً من أكتوبر 2020، تجاوز الفيديو 1 مليار مشاهدة و يكون بذلك أكثر أغنية ترسيم مشاهدة على موقع يوتيوب و يكون سادس أعلى فيديو موسيقي لفنان كوري مشاهدة على موقع يوتيوب بعد غانغنام ستايل وجينتلمان للفنان الكوري ساي ودي إن إيه لفرقة BTS وددو دو ددو دو وكيل ذيس لوف لفرقة بلاكبينك نفسها أي أنهم قد اجتازوا المليار مشاهدة ثلاث مرات على موقع يوتيوب و بذلك تكون الفرقة الكورية الوحيدة التي حققت تلك الأرقام متغلبة على فرقة BTS

## الترويج
قامن بلاكبينك بالترويج لـ«بومباياه» في أول ظهور لهن على برنامج إنكيغايو في 14 أغسطس 2016. قامن بعد ذلك بالترويج للأغنية لمدة أسبوعين متتاليين على إنكيغايو، وكذلك أدن أغنية «بومباياه» في حفل جوائز سول للموسيقى السادس والعشرون في 19 يناير 2017.

## رأي النقاد
قال جيف بنجامين من بيلبورد كي-تاون أنهم «يتبنون مفاهيم الهيب هوب والأصوات الجاهزة للنادي التي اكتسب بها النجوم السابقين شهرة عالمية»، في إشارة إلى زملائهم في الوكالة مثل ساي وبيغ بانغ وتو ني ون. وقال إن «بومبيا» لديها «موسيقى مزدهرة وغريبة».

## الأداء التجاري
دخلت «بومباياه» في المرتبة 7 حيث تم بيع 88،215 نسخة و1.866.737 ستريم في كوريا الجنوبية.
في الولايات المتحدة، تصدرت «بومبيا» في مخطط بيلبورد للأغاني الرقمية العالمية للأسبوع 27 أغسطس 2016.  وفي أسبوعها الثاني على للمخطط، دخلت أغنية «صافرة» في المرتبة 3 للأسبوع 3 سبتمبر 2016.

## المخططات
| مخطط (2016-17)                                      | المركز |
| --------------------------------------------------- | ------ |
| فنلندا (تسجيلات فنلندا الرئيسية)                    | 21     |
| فرنسا (إس إن إي بي)                                 | 196    |
| يابان هوت 100 (بيلبورد)                             | 16     |
| كوريا الجنوبية (مخطط غاون للموسيقى)                 | 7      |
| الولايات المتحدة الأغاني الرقمية العالمية (بيلبورد) | 1      |